# Ježkovice
Ježkovice (en allemand : Jeschkowitz) est une commune du district de Vyškov, dans la région de Moravie-du-Sud, en République tchèque. Sa population s'élevait à 393 habitants en 2020.

## Géographie
Ježkovice se trouve à 8 km à l'ouest-nord-ouest de Vyškov, à 24 km au nord-est de Brno et à 197 km au sud-est de Prague.
La commune est limitée par Podomí au nord, par Vyškov au nord-est, par Drnovice au sud-est, par Račice-Pístovice au sud et par Ruprechtov à l'ouest.

## Histoire
La première mention écrite de la localité date de 1375.